# Assyriska FF
Assyriska Föreningen (eller blot Assyriska FF) er en svensk-assyrisk fodboldklub stiftet i 1974, der har hjemsted i Södertälje, nær Stockholm. Klubben spiller pr. 2018 i den tredjebedste svenske række, 1. Division, Norr. 
Klubben har i 2005 spillet en enkelt sæson i den bedste svenske række, Allsvenskan, men spillede i perioden 2006-2016 i den næstbedste række, Superettan. Ved slutningen af sæsonen 2016 rykkede klubben ned i 1. Division. 
I 2003 nåede klubben til finalen i den svenske pokalturnering mod IF Elfsborg, men tabte.
Klubben har hjemmebane på Södertälje fotbollsarena. 
Den tidligere træner for Lyngby BK og FCK Kent Karlsson var træner for Assyriska FF i 2001.